# فيلي جيبسون (لاعب كرة قدم)
فيلي جيبسون (بالإنجليزية: Willie Gibson)‏ (3 أبريل 1953 في المملكة المتحدة - ) هو مدرب كرة قدم ولاعب كرة قدم بريطاني في مركز الهجوم. لعب مع ريث روفرز ونادي بارتيك ثيسل وهارت أوف ميدلوثيان ونادي كاودينبيث لكرة القدم.

## وصلات خارجية
- فيلي جيبسون (لاعب كرة قدم) على موقع قاعدة بيانات كرة القدم.إي يو (الإنجليزية)